# Back in Action
Pour plus de détails, voir Fiche technique et Distribution.
Back in Action ou Retour en force au Québec est un film américain réalisé par Seth Gordon et sorti en 2025. Il est diffusé sur Netflix. Il marque le retour de Cameron Diaz en tant qu'actrice après onze ans d'absence des écrans.

## Synopsis
Emily et Matt ont quitté la CIA depuis des années et ont fondé une famille. Mais leur passé va les rattraper et leurs nouvelles identités vont être révélées.

## Fiche technique
Sauf indication contraire, les informations mentionnées dans cette section peuvent être confirmées par la base de données cinématographiques IMDb,  présente dans la section « Liens externes ».
- Titre original et français : Back in Action
- Titre québécois : Retour en force
- Réalisation : Seth Gordon
- Scénario : Seth Gordon et Brendan O'Brien
- Musique : Christopher Lennertz
- Décors : Shepherd Frankel
- Costumes : Richard Sale
- Photographie : Ken Seng
- Montage : Peter S. Elliot
- Production : Beau Bauman, Peter Chernin, Seth Gordon, Sharla Sumpter Bridgett et  Jenno Topping

Producteurs délégués : Jamie Foxx, Tim Lewis, Brendan O'Brien, Bergen Swanson et Datari Turner
- Sociétés de production : Exhibit A, Chernin Entertainment et Good One Productions
- Société de distribution : Netflix
- Budget : N/A
- Pays de production :  États-Unis
- Langue originale : anglais
- Format : couleur
- Genre : comédie, action et espionnage
- Durée : 114 minutes
- Date de sortie[3] : 17 janvier 2025 (sur Netflix)
- Classification[4] :
  - États-Unis : PG-13

## Distribution
- Cameron Diaz (VF : Barbara Tissier) : Emily Tanner
- Jamie Foxx (VF : Jean-Baptiste Anoumon) : Matt Tanner
- Glenn Close (VF : Annie Sinigalia) : Ginny Jones
- Kyle Chandler (VF : Emmanuel Curtil) : Chuck Andrews
- Andrew Scott (VF : Cédric Dumond) : Baron Buckley
- Jamie Demetriou (VF : Stéphane Roux) : Nigel
- McKenna Roberts (VF : Jaynélia Coadou) : Alice
- Rylan Jackson (VF : Faustine Legrand) : Leo
- Fola Evans-Akingbola (VF : Aurélie Konaté) : Wendy
- Robert Besta : Balthazar Gor
- Bashir Salahuddin (VF : Mohad Sanou) : l'entraîneur Chris
- Tom Brittney (VF : Jim Redler) : Dylan

Source : VF

## Production
En juin 2022, il est annoncé que l'actrice Cameron Diaz va sortir de sa retraite pour participer à une comédie d'action écrite par Seth Gordon et Brendan O'Brien intitulée Back in Action, aux côtés de Jamie Foxx. Beau Bauman est annoncé à la production via Good One Productions, avec Seth Gordon (Exhibit A) ainsi que Jamie Foxx, Datari Turner, Brendan O'Brien et Mark McNair comme producteurs délégués. En août 2022, Foxx explique avoir persuadé Cameron Diaz — dont le dernier film était Annie et dans lequel il a également joué — de rejoindre le casting : « Veux-tu t'amuser ? Juste pour s'amuser ! »
En novembre 2022, Glenn Close et Kyle Chandler rejoignent eux aussi la distribution. En février 2023, Andrew Scott, McKenna Roberts, Rylan Jackson et Jamie Demetriou sont également confirmés.
Le tournage se déroule  à Londres de décembre 2022 à mars 2023,. En février 2023, Cameron Diaz tourne au bord de la Tamise. Fin mars, la production se poursuit  à Atlanta où les prises de vues s'achèvent en avril. Mi-avril, Jamie Foxx est hospitalisé en urgence. Une doublure est alors utilisée pour ses scènes restantes.
Il est ensuite précisé que, si Seth Gordon et Brendan O'Brien sont les seuls crédités comme scénaristes, d'autres auteurs ont contribué à l'écriture comme Andrea Berloff, Matteo Borghese, Joel Church-Cooper, Adam Cole-Kelly, Dana Fox (en), Paul Fruchbom, John Gatins, Joe Nussbaum, Cassie Pappas, Lennon Parham, Sam Pitman, Ellen Shanman, Laura Solon, David Stassen, Jessica St. Clair, Victoria Strouse ou encore Lillian Yu.

## Sortie et accueil
Initialement prévu pour le 15 novembre 2024, Back in Action est finalement diffusé sur Netflix dès le 17 janvier 2025.
Sur le site d'agrégation de critiques Rotten Tomatoes, le film obtient 25 % d'avis favorables, pour 32 critiques et une note moyenne de 4,6⁄10.